# Lincoln City (Oregon)
Lincoln City è una città degli Stati Uniti d'America situata nell'Oregon, nella Contea di Lincoln.